# جرمی والدرون
جرمی والدرون (به انگلیسی: jeremy waldron)، متولد ۱۳ اکتبر ۱۹۵۳، استاد نیوزلندی حقوق و فلسفه است. وی استاد دانشکده حقوق دانشگاه نیویورک است و صاحب سابق کرسی چیکل (استاد نظریه‌های اجتماعی- سیاسی) در دانشکده آل سولز دانشگاه آکسفورد بوده‌است. او همچنین، استادیار دانشگاه ویکتوریای ولینگتون است. والدرون، به عنوان یکی از فلاسفهٔ پیش رو حقوق و سیاست معاصر در جهان تلقی شده‌است و از این حسب رتبه‌دار به نظر می‌رسد .

## زندگی‌نامه
او دوران متوسطهٔ خود را در دبیرستان سوتلند بویز گذراند، و سپس راهی دانشگاه اُتاگو نیوزلند شد. او در ۱۹۷۴مدرک لیسانس عمومی(B.A) خود را دریافت کرد و در ۱۹۷۸ موفق به اخذ لیسانس حقوق(LLB) شد. وی در ۱۹۸۶ مدرک دکترای خود را(D.Phil) از دانشکده لینکلن آکسفورد، تحت نظر رونالد دوورکین (فیلسوف حقوقی) و آلن ریان (نظریه‌پرداز سیاسی) گرفت.
وی به تدریس فلسفه حقوق و سیاست در دانشگاه‌های اُتاگو(۷۸_۱۹۷۵)، دانشکده لینکلن آکسفورد(۸۲_۱۹۸۰)، دانشگاه ادینبورگ اسکاتلند (۸۷_۱۹۸۳)پرداخت. هم چنین نظام حقوقی و برنامه سیاست اجتماع را در تالار بولت دانشکده حقوق برکلی (۹۶_ ۱۹۸۶)، دانشگاه پرینستون(۹۷_۱۹۹۶) و دانشکده حقوق کلمبیا (۲۰۰۶_ ۱۹۹۷) تدریس کرد. او همچنین استاد مدعو در دانشگاه کرنل (۹۰_۱۹۸۹)، اُتاگو(۹۲_ ۱۹۹۱) و دانشگاه کلمبیا(۱۹۹۵) بوده‌است.
در حال حاضر وی به تدریس قواعد حقوق، نظام حقوقی، سمینار مالکیت و اموال، و سمینار کرامت بشر در دانشگاه نیویورک می‌پردازد.
او در ۱۹۹۸ برای آکادمی آمریکایی هنرها و علوم انتخاب شد. در ۲۰۰۵ او دکترای افتخاری از دانشگاه اُتاگو را دریافت کرد. در ۲۰۱۱ او جایزهٔ فیلیپس آمریکا را بخاطر تلاشهای علمی خود از آن خود کرد.

## دیدگاه‌های حقوقی و فلسفی
والدرون اساساً لیبرال، و یک پوزیتیویست حقوقی _اخلاقی است (اثبات‌گرایان اخلاقی بر این اعتقادند که ارزش‌های اخلاقی واقعیت عقلانی ندارند و تابع آراء مردم است). همچنین او به‌طور مفصل در مورد تحلیل حقوق اموال و مالکیت خصوصی، و بررسی و تعدیل آراء سیاسی و حقوقی فیلسوف معروف جان لاک نوشته است.
او از مخالفان اساسی نظارت قضایی بر قوه مجریه و مقننه در سیستم دولت آمریکا، و همچنین مخالف استفاده از شکنجه است و این‌ها را خلاف اصول دموکراسی می‌داند. وی همچنین معتقد است که سخنانِ از روی تنفر (در مورد دین و نژاد و غیره)، نباید توسط اصلاحیه اول قانون اساسی آمریکا (در مورد حمایت از آزادی بیان) حمایت شوند.
کار اخیر والدرون، پیرامون فراهم آوردن مفهومی غیر دینی و غیر کانت گرایی از کرامت و شأن بشر است.
(توضیح آنکه کانت، اعتقاد به کرامت ذاتی انسان‌ها بود. به عقیدهٔ او، کرامت انسانی، حیثیت و ارزشی است که تمام انسان‌ها به جهت استقلال ذاتی و توانایی اخلاقی که دارند، به‌طور ذاتی و یک سان از آن برخوردارند) این مفهوم بر مبنای یک تجربهٔ فکری در مورد بالا آوردن تمامی نژاد بشر به یک طبقه و درجهٔ بالا و واحدی از نجابت و اصالت خانوادگی و طبقهٔ اشراف است. مطالعات وی در این زمینه در سال ۲۰۱۲ منجر به انتشار کتاب «کرامت، طبقه و حقوق» شد.
والدرون در کتاب جدید خود با عنوان «همه با هم برابرند»، که به تازگی توسط انتشارات دانشگاه هاروارد به چاپ رسیده، به سوالاتی نظیر ذیل پرداخته است:
برابری چیست؟ ملاک تعیین برابری انسانها و مبنای آن چیست؟ چگونه می‌توان انسان را از حیوانات تشخیص داد؟ آیا این برابری صرفاً جنبه‌ای اخلاقی داشته و در علم اخلاق باید به آن پرداخت یا ماهیتی اصیل در وجود و سرشت انسان داشته و بدون نیاز به بحث کردن بر روی آن، وجود مستقل خارجی دارد؟ آیا می‌توان ویژگی‌هایی مشترک برای همه انسانها در نظر گرفت و بر اساس آن‌ها نسبت به برابری آن‌ها با یکدیگر قضاوت کرد؟ در اینصورت، تفاوت‌های میان انسانها و توانایی‌های متفاوت آن‌ها با یکدیگر چه می‌شود؟
در این کتاب وی معتقد است انسان‌ها دست کم می‌توانند چهار ویژگی را به صورت مشترک با یکدیگر داشته باشند: عقل، خودمختاری، عاملیت اخلاقی و توانایی دوست داشتن. البته میزان شدت و قوت این عوامل در انسان‌ها با یکدیگر متفاوت است، اما به عقیدهٔ وی می‌توان گفت که همه انسان‌ها تا حدی از این عناصر برخوردار بوده و بهره می‌برند.
اما با مطرح شدن این بحث، این سؤال نیز مطرح می‌شود که چگونه می‌توان در این دسته‌بندی، تفاوت‌های انسانها را با یکدیگر تشخیص داد؟ چگونه می‌توان گفت که شخصی از نقص در این ویژگی‌ها رنج می‌برد؟
این کتاب را می‌توان به عنوان مجموعه‌ای جامع از آراء وی در خصوص مسئله برابری انسانی در نظر گرفت.

## آثار
کتاب‌ها:
- 1984. Theories of Rights
- 1988. The Right to Private Property
- 1990. The Law: Theory and Practice in British Politics
- 1993. Liberal Rights: Collected Papers
- 1999. The Dignity of Legislation
- 1999. Law and Disagreement
- 2002. God, Locke and Equality
- 2010. Torture, Terror, and Trade-Offs: Philosophy for the White House
- 2012. The Harm in Hate Speech
- 2012. Partly Laws Common To All Mankind: Foreign Law in American Court
- 2012. The Rule of Law and the Measure of Property
- 2012. Dignity, Rank and Rights
- 2016. Political Political Theory
- 2017. One Another's Equals: The Basis of Human Equality

مقالات:
- 2001. Normative (or Ethical) Positivism
- 2003. Who is my Neighbor?: Humanity and Proximity
- 2004. Settlement, Return, and the Supersession Thesis
- 2004. Terrorism and the Uses of Terror
- 2005. Torture and Positive Law: Jurisprudence for the White House
- 2006. The Core of the Case Against Judicial Review
- 2009. Dignity and Defamation